# Moneda (divisa)
La moneda o unidad monetaria es una unidad de cambio que facilita la transferencia de bienes y servicios. Se muestra en forma de piezas metálicas, llamadas monedas –normalmente redondas–, o en forma de piezas de papel, llamados billetes o papel moneda. También se presenta como «dinero de plástico» (tarjetas de crédito), como talones, cheques o pagarés, etc. El término moneda que hace referencia a la divisa propia del país o del mercado monetario al que pertenece el país, se le refiere propiamente como moneda. Es decir, el metal o papel moneda utilizado para obtener bienes, productos o servicios dentro del ámbito cuyo banco central lo ha expedido. 
Se le denomina divisa, en cambio, cuando se refiere a una moneda, o unidad de cuenta, extranjera o bajo soberanía externa respecto al ámbito con soberanía propia por donde circula la moneda y que se utiliza fundamentalmente para el intercambio de bienes y servicios entre países.
Según se expresa el Banco de España, y otras entidades,  no debe confundirse con ello dos conceptos: 
- un cambio de moneda es la compraventa de la moneda diferente a la propia para usar en el ámbito geográfico donde se regula y emplea de forma similar a la propia. Por ejemplo, en el país de destino, en caso de un viaje.
- un cambio de divisa, por otro lado, no supone un movimiento físico del dinero. Por ejemplo, una transferencia recibida en dólares se ingresa en la cuenta personal en la moneda correspondiente, según el país correspondientes (euros, pesos, soles, etc).

Habitualmente, cada país tiene establecida, al menos, una moneda oficial sobre su territorio presentada bajo diferentes medios de pago también de curso legal. En cambio, varios países pueden:
- utilizar la misma moneda (caso del euro con los Estados de la Unión Económica y Monetaria, o como Liechtenstein en unión monetaria con Suiza — con el franco suizo) ;
- adoptar una divisa extranjera como unidad monetaria legal : caso de Panamá, El Salvador, Puerto Rico, Islas Vírgenes Británicas, Islas Vírgenes de los Estados Unidos, Islas Turcas y Caicos, Ecuador y Zimbabue, (con el dólar estadounidense), o de la Ciudad del Vaticano, de San Marino, de Mónaco y de Andorra, y, de facto, del Kosovo y de Montenegro (con el euro).

Por motivos prácticos, las divisas pueden tener subdivisiones, legales o tradicionales: 1/1000 (los millimes de dinar tunecino), 1/100 (los céntimos de euro), 1/20, 1/10, 1/8, 1/4 (el cuarto de dólar estadounidense), etc.

## Etimología
Su nombre proviene del latín moneta, puesto que la casa donde se acuñó en Roma estaba aneja al templo de la diosa Juno la Avisadora o Juno Moneta, que tenía esta actividad bajo su protección. Este lugar donde se hace la acuñación de monedas se conoce con el nombre de ceca o casa de moneda. Una moneda física tiene cara, cruz y canto.

## Sistema monetario
Los sistemas monetarios son realidades complejas en que hay que distinguir los niveles siguientes:
1. unas mercancías concretas realmente existentes en el mercado (sean mercancías producidas, sean mercancías productoras), que se quiere intercambiar. Como mercancía se definen los bienes que son útiles para satisfacer las necesitados consumidoras (bienes utilitarios). El utilitarismo mercantil, desarrollado por los humanos, se caracteriza básicamente por el hecho que los bienes producidos no son consumidos por los productores, sino que son intercambiados en un mercado, y por medio de unas convenciones reguladoras que constituyen un sistema monetario.
2. unas unidades monetarias, convenciones numéricas-abstractas universales, que sirven para determinar con exactitud el valor de intercambio de cada una y todas las mercancías concretas anteriores.
3. unos valores mercantiles (precios y salarios), valores mixtos resultantes de la comparación entre mercancías concretas y unidades monetarias, donde a cada mercancía concreta se le asigna un valor mercantil, un número determinado de unidades monetarias que contiene. La asignación a la mercancía producida da un precio de venta. La asignación a la mercancía productora da un salario. Precios y salarios son realidades mixtas, concretas-abstractas, puesto que resultan de la comparación entre mercancías concretas y unidades monetarias abstractas.
4. unos instrumentos monetarios, documentos que avisan e informan del reconocimiento de una deuda, por una cantidad determinada de unidades monetarias, de una persona hacia otra (muy determinadas también las dos). Es un documento que registra una libre transacción mercantil, su interés radica en el hecho que permite la desaparición del trueque (el intercambio directo de una mercancía concreta A por una mercancía concreta B), y posibilita de efectuar intercambios diferidos, tanto en el tiempo como en el espacio.

La unidad monetaria es una unidad de medida, y como tal, es radicalmente abstracta. El instrumento monetario es un documento que registra, a la vez, un acto de medida (una medida consistente en la fijación de un valor mercantil) y un acto mercantil (una transacción).
Tanto el una como el otro no tienen, en definitiva, ningún sentido, si no existe una mercancía concreta a medir y a intercambiar contractualmente. Las mercancías concretas realmente existentes son, pues, el fundamento último de la existencia de unidades monetarias, de valores mercantiles (precios y salarios) y de instrumentos monetarios: es decir, de la existencia de sistemas monetarios.
En un principio, el mercado (intercambio de mercancías) se desarrollaba sin necesidad de un sistema monetario. Se acontecía el trueque: una mercancía concreta era intercambiada por otra. El único factor a tener en cuenta eran las necesidades particulares de los dos agentes del cambio: si estas necesidades quedaban satisfechas, el trueque era arreglado. El trueque se acontece dentro de un orden cualitativo (percepción de la satisfacción), puesto que  carece un patrón cuantitativo de valor que permitiera de calcular la equivalencia entre los valores de dos mercancías cualesquiera.
Pero cuando el utilitarismo mercante de una sociedad crece, se amplifica, se complexifica, entonces se hace patente la necesidad de un sistema de medida del valor cuantitativo de cambio de las mercancías, que permita realizar intercambios cuantitativamente equivalentes. Así nace la unidad monetaria.
Para medir el valor de cambio de las mercancías concretas utilizamos unidades monetarias: convenciones sociales totalmente abstractas y universales. Son abstractos porque son puras convenciones formales, vacías de contenido concreto; son universales porque constituyen un común denominador contable-abstracto de todas las concretas y heterogéneas mercancías existentes en el mercado conjunto considerado: es decir, las derraman en un único sistema de intercomparación, intermedida e internumeración.
Así cada concreta mercancía contiene, por convención, un cierto número de unidades monetarias abstractas: gracias a esta homogeneización monetaria de las mercancías concretas, heterogéneas, se puede fácilmente calcular equivalencias numéricamente exactas entre diferentes mercancías.
Aun así, hay que hacer mención a que la introducción de una unidad monetaria en un mercado no hace desaparecer el treque, el intercambio concreto de dos mercancías concretas: únicamente lo facilita y lo perfecciona numéricamente.

## Historia

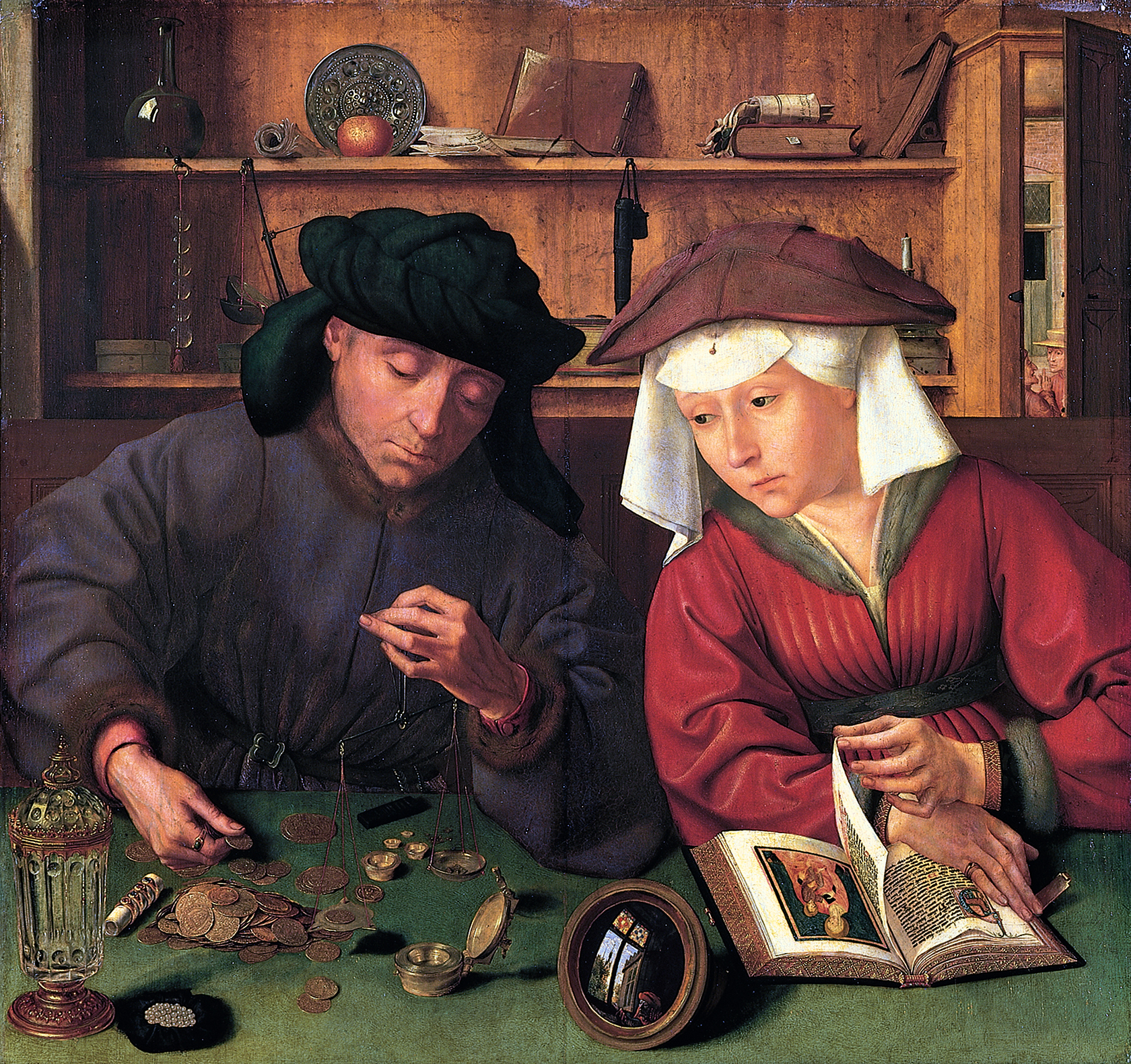
El cambista y su mujer, de Quentin Massys

El dinero como moneda ha tenido su protagonismo en el desarrollo de las civilizaciones basadas en el comercio desde hace varios milenios. 
La tradición de los cambistas va unida a la aparición del dinero y de la banca unidas al comercio, como verdadero propiciador de la profesión. Serán aspectos que van unidos durante muchos siglos. En especial, quizás, será en la Europa medieval donde aflorando muchas ciudades acuñando su propia moneda, se empiece a detectar una profesionalización del oficio.

### El trueque antemonetario
De los estudios realizados sobre el intercambio utilitario entre los pueblos primitivos existentes en la actualidad, se deduce que entre estos pueblos (y quizás también, por paralelismo etnográfico, entre los pueblos prehistóricos), el trueque no tiene un carácter únicamente utilitario, sino que cumple sobre todo una función social. En las poblaciones humanas de organización social más sencilla (las de cazadores-recolectores), el sostenimiento individual y familiar está siempre asegurado y por lo tanto, el intercambio no es vitalmente necesario. Sí que es, en cambio, socialmente necesario porque sirve para establecer lazos de amistad o alianzas con otros grupos; o bien para afianzar las relaciones sociales existentes en el interior del propio grupo.
Debido a la gran importancia de este componente social del trueque primitivo, este está muchas veces revestido de formalidades, de rituales complejos ligados a la magia, es decir, a la concepción sagrada de la vida del hombre. Todo acto de intercambio es considerado sagrado, como toda relación social.

### La realidad monetaria entre los pueblos primitivos
Entre los pueblos primitivos existentes en la actualidad, el conocimiento y la utilización de algún tipo de sistema monetario destaca en tres partes del mundo: el África occidental y el Congo; la Melanesia y Micronesia; el este de Norteamérica.
Hay que hacer resaltar el hecho que todos los pueblos de estas zonas desarrollan un utilitarismo ya avanzado, de tipo neolítico, sea agrícola o pastoral, pero es todavía poco especializado: cada pequeña unidad social-productora puede todavía, en gran manera, autoabastecerse y por eso, el trueque utilitario conserva todavía un carácter fuertemente social.
A pesar de que estos pueblos no emplean ningún sistema de escritura, disponen de unos sistemas monetarios constituidos por el que hemos denominado unidades monetarias y valores mercantiles. Entre estas poblaciones primitivas actuales (principalmente en las zonas mencionadas), ciertos objetos están revestidos de una gran importancia social: son símbolos de riqueza, y confieren a quien los posee prestigio social.
Estos objetos concretos parecen tener dos funciones muy muy diferenciadas:
- Función social: los objetos son empleados en base una función fundamentalmente social, creadora y mantenedora de relaciones sociales. Se desarrolla a través del intercambio real, concreto de estos objetos concretos -que en ciertas ocasiones son muy muy especificadas y de gran importancia social.
- Función utilitaria: los objetos son empleados en base una función estrictamente utilitaria, la de servir de patrones de medida de valor en el intercambio de los bienes utilitarios corrientes. En este segundo caso, dichos objetos no son nunca realmente intercambiados, sino que son únicamente una referencia abstracta para calcular equivalencias entre otras mercancías, valoradas en ellos: esto es el que hemos denominado una unidad monetaria. Los valores en unidades monetarias asignados a las mercancías (producidas o productoras) son los valores mercantiles de las dichas mercancías. Por ejemplo, en las islas del Almirantazgo (Malasia), los nativos pueden evaluar todos sus bienes en conchas y dientes de perro. En los intercambios corrientes pero, las conchas y los dientes de perro no se utilizan casi nunca, mientras que su uso es obligatorio en los intercambios rituales. Entre los lele de Kasai (Congo), la tela de rafia constituye el patrimonio nupcial de qué todo hombre que se quiera casar tiene que estar provisto. Pero, a la vez, los bienes que son objeto de intercambio no ritual pueden evaluarse en unidades de tela de rafia: en estos intercambios, pues, la tela de rafia no interviene como mercancía concreta, sino únicamente como patrón de valor.[11]

Podemos indicar que en estas pueblas se da la existencia de unidades monetarias abstractas, y no de objetos monetarios concretos. Sin embargo, por el hecho que estos objetos son a menudo intercambiados cerimonialmente con ocasión de ciertos acontecimientos sociales, muchos etnólogos los han equiparado a una forma disminuida, o primitiva, de la moneda metálica, concreta, que estaba en vigor entre todos los pueblos civilizados actuales fines hace un tiempo (hasta que fue sustituida definitivamente por los llamados billetes de banco). Para poder generalizar la interpretación utilitaria, el uso del objeto como patrón de valor, a todos los puebles neolíticos que conocen algún tipo de realidad monetaria habría que realizar estudios exhaustivos que hoy en día no existen -o, en todo caso, no están a nuestro alcance. La mayoría de las veces, la documentación etnológica que poseemos es insuficiente para poder confirmar o informar con base empírica un estudio global del utilitarismo primitivo.

### Los sistemas monetarios de las civilizaciones nacientes
La arqueología nos ha descubierto, en los últimos decenios, como nacieron las primeras civilizaciones en la Asia Sur-occidental, el valle del Indo, Egipto, más tarde al Egeo, el valle del Danubio...
Estas civilizaciones estaban fundamentadas en un utilitarismo neolítico avanzado, de cultivo extensivo de cereales y con una división del trabajo muy establecida. Con ellas aparece la escritura; pero la escritura no es sino la consecuencia de la utilización de instrumentos monetarios.
Estas sociedades contaban, desde los inicios de su neolitización, probablemente, con unidades monetarias muy definidas. Por ejemplo, en Mesopotamia la unidad monetaria era la cebada, y más tarde también la plata. Esto no significa que en los intercambios concretos se trueque mercancía contra cebada (o plata), sino únicamente que la cebada y la plata eran los patrones de valor en relación con los cuales podía expresarse el valor de cada una y todas las mercancías.
Con el inicio de la Edad del Bronce, durante el cuarto milenio antes de Cristo, las civilizaciones del Cercano Oriente conocen un desarrollo económico notable: se da un drástico aumento de la población en Persia y Mesopotamia, y aparece la especialización artesana y los inicios del comercio a gran escala. El comercio se realiza a distancias muy largas. Esta especie de explosión económica va emparejada con el surgimiento de unos artefactos muy curiosos, que recientemente han sido estudiados e interpretados. Se trata de las bullae, que son como unas bolsas de arcilla, más o menos esféricas, llenas de diferentes figuras de barro, y selladas en el exterior. Estas bullae son herederas de un complejo sistema de contabilidad en base de fichas -según parece, representativas de diferentes mercancías y diferentes valores numéricos- que data de los inicios del Neolítico, hacia el IX milenio a. C. Estas fichas son del mismo tipo de las que se encuentran, más tarde, en el interior de las bullae.
Pero la aparición de las bullae representa un cambio cualitativo importante. Podemos interpretar el hecho que las fichas estuvieran juntas y cerradas en un sobre de arcilla, como indicación que tales fichas eran representativas de una determinada transacción efectuada entre dos personas. El hecho que muchas de las bullae descubrimientos hasta el momento lleven dos sellos diferentes, sostiene esta interpretación. Así pues, las bullae no serían otra cosa que un instrumento-documento monetario preescritual: un documento que hace de mediador y registra una transacción mercantil elemental efectuada. Probablemente, además, estas bullae podían ser intracompensadas, porque sabemos que los templos mesopotámicos desarrollaban, ya en esta época, funciones bancarias y administrativas complejas. Las bullae, pues, cumplían a la vez las funciones del que hoy  diríamos albarán conformado, factura aceptada y cheque echado por el cliente. Más adelante, las bullae se transformaron en las tablillas cuneiformes: las fichas cerradas en el interior del sobre pasaron a representarse gráficamente en el exterior, aconteciendo este el origen más probable de la escritura cuneiforme.

### La moneda metálica concreta
En torno a mediados del III milenio a. C., en Mesopotamia, los instrumentos monetarios cambiaron radicalmente de naturaleza.
Los instrumentos monetarios primitivos anteriores eran de naturaleza radicalmente abstracta-auxiliar, estaban desproveídos de valor intrínseco. Su funcionamiento no implicaba el uso de ningún objeto concreto, sino únicamente la referencia a una unidad monetaria abstracta. Aunque la unidad monetaria abstracta estuviera simbolizada por una mercancía concreta determinada (unas conchas, un saco de cebada, un buey...), esta mercancía no intervenía nunca realmente en las transacciones, puesto que el que interesaba era hacer referencia abstracta a su valor, y no intercambiar otros bienes por ella.
En Mesopotamia aparece y se generaliza un nuevo tipo de instrumento monetario: la moneda metálica. La moneda metálica (de oro, de plata...) deja de ser un instrumento auxiliar-abstracto, puesto que es un objeto muy concreto, proveído de valor intrínseco (de valor por él mismo). La moneda metálica (y en general, cualquier instrumento monetario constituido por un objeto concreto) se denomina también moneda-mercancía, porque su característica principal es que una mercancía concreta es escogida entre todas las otras, para hacer de mediadora en cualquier intercambio de cualquier otra mercancía; es decir, se entrega una mercancía contra una moneda-mercancía.
En Babilonia, durante el reino de Hammurabi (1760 a. C.), está plenamente probado el uso de lingotes de oro, plata o bronce. Pero no sólo la civilización mesopotámica realizó este cambio decisivo. Todas las civilizaciones históricas fueron entrando, más tarde o más temprano, en el sistema monetario metalista. En el valle del Indo se utilizaron barras de cocer oblongas; entre los hititas, lingotes de hierro; en Micenas, placas de bronce que imitaban pieles de bestias, y a la China también placas de bronce en forma de vestidos .
Los primeros instrumentos monetarios metálicos eran, incluso, en el interior de cada civilización y de cada ciudad-impere, de formas muy diversas y de calidades de metal muy variables. Por este motivo, a cada transacción había que pesar y probar el metal utilizado. Más adelante, para superar este inconveniente se generalizó el uso de piezas de metal normalizadas, garantizadas por un peso y una calidad determinadas. La garantía era dada por el sello de la persona que acuñaba las piezas -sello que se grababa en la pieza: estas piezas son las monedas propiamente dichas, y las primeras de que tenemos noticia documentada remontan en el siglo VII a. C.., en Asia Menor.
Si en un principio cualquier persona con suficiente autoridad y riqueza podía acuñar su propia moneda, con el transcurso del tiempo esta función fue monopolizada por los poderes oficiales.
La moneda metálica concreta ha perdido la característica fundamental de los instrumentos monetarios primitivos: estos eran un documento de la transacción efectuada; en cambio, la moneda metálica es esencialmente antidocumentária. La moneda metálica tiene tres características que la hacen totalmente negada  a cualquier intento de documentación eficaz: es anónima (no personaliza los agentes de la transacción), es uniforme (no analiza las características de la transacción) y es dinámica, circula indefinidamente (no permite ningún tipo de estadística).
En cada transacción mercantil la única función que cumple la moneda metálica es la de ser un medio de pago, es decir, un instrumento que permite de resolver, concluir o cerrar la transacción, o acto en cuestión: con lo entrega de unas piezas de moneda, se puede dar por pagada, cualquier situación monetaria. Desde este punto de vista, el uso de moneda metálica es incluso mucho más fácil, rápido y cómodo que la redacción de un instrumento monetario documentario, que tiene que ser escrito, firmado y posteriormente compensado.
Ahora bien, los sistemas metalistas tienen un límite muy preciso para su desarrollo, que es la cantidad de metal que se puede acuñar y es existente en una comunidad geopolítica dada en un momento dado.

### De la moneda metálica al papel-moneda
Los instrumentos monetarios actuales continúen siendo esencialmente antidocumentarios. Ahora bien, desde la aparición de la moneda metálica hasta nuestros días, los instrumentos monetarios han ido devolviendo lentamente a una de sus características originarias: la abstracción, que fue lograda definitivamente a partir de 1914.
Los sistemas monetarios son construcciones abstractas que tienen por función de facilitar -a través de la cuantificación que permiten- los intercambios de mercancías concretas y, más adelante, con los instrumentos monetarios también los documentan. Estas construcciones abstractas, pues, corren paralelamente a las concretas mercancías, producidas o productoras, existentes; evolucionan con ellas y se adaptan a ellas. Desde el momento que sustituimos la construcción abstracta por un objeto concreto y, además, escaso -los metales preciosos-, esta flexibilidad del sistema monetario, esta capacidad de adaptación a la realidad mercante se pierde definitivamente.  resultan graves distorsiones, tanto de nuestra visión de la realidad, como del sano funcionamiento de esta.
En la Edad Media, la escasez de metales preciosos traía los monarcas u otras autoridades encunyadores de moneda, a practicar manipulaciones monetarias. Cómo que la emisión y el curso legal de la moneda están en manso de las autoridades del lugar, estas pueden hacer que el valor nominal y legal de las piezas de moneda no corresponda a su valor real en metal (sea acuñando una nueva moneda con el mismo valor nominal, pero que contenga menos cantidad de metal; o sea aumentando oficialmente y artificialmente el valor nominal de las piezas en circulación). Por este procedimiento, la autoridad encunyadora podía realizar sus pagos utilizando una cantidad menor de metal. Estas prácticas fueron corrientes durante toda la Baja edad mediana: los Tesoros reales se endeudaban casi permanentemente, y encontraban en este artificio monetario una solución a sus problemas. Pero esta solución sólo era momentánea, puesto que la consecuencia inevitable de las manipulaciones monetarias era la alza de precios y salarios, levanta que agravaba nuevamente la situación monetaria del Estado, que había así de proceder a nuevas manipulaciones, iniciando un ciclo infernal. Pero los más perjudicados eran siempre las clases populares, que no tenían suficiente poder de compra para hacer frente a las alzas de precios, y que tampoco tenían la capacidad de manipular la moneda que los era impuesta. Las manipulaciones monetarias de la edad mediana abren la rendija que empieza a separar el valor real de la moneda metálica concreta del valor monetario que se le atribuye, artificialmente, en función de las necesidades. El descubrimiento de América, con sus importantes minas de metales preciosos y tesoros para saquear, da un cierto alivio momentáneo a la penuria de metales. Pero el enorme desarrollo de las relaciones comerciales a finales de la edad mediana hace aumentar las necesidades de moneda metálica. Se inventa una nueva práctica para suplir la escaeced de metal: la letra de cambio.
Inicialmente, la letra de cambio es únicamente un medio para saldar deudas a distancia, para evitar los peligros del transporte de metal: el comerciante de Barcelona puede pagar su proveedor de Génova por una letra, una carta, que este podrá convertir en dinero metálico presentándola a su banquero, puesto que el banquero de Génova y el del comerciante de Barcelona están en contacto. Más adelante, a la letra de cambio se añade la noción de crédito, es decir, de pago diferido en el tiempo. El cliente que en el momento de la transacción no dispone de recursos suficientes, puede entregar una letra a su proveedor, que le garantiza el pago de su deuda dentro de un plazo de tiempo muy especificado. El proveedor puede guardar la letra hasta finalización del plazo previsto, momento en que le será entregada la cantidad indicada, en metálico. O bien, en lugar de esperar la fecha de acabamiento del plazo, el beneficiario de una letra puede utilizar esta letra para realizar sus propios pagos, sea cediéndola a un acreedor suyo (práctica que se conoce con el nombre de endoso); o sea vendiéndola al banquero, el cual le entregará inmediatamente la cantidad indicada en moneda metálica, descontando un tanto por ciento determinado en concepto de remuneración del servicio prestado, y haciéndose él cargo del cobro de la letra al final del plazo (esta práctica se  dice descuento).
En cualquier caso, la aparición de la letra de cambio propicia la creación de nuevos instrumentos monetarios, la puesta en marcha de una nueva circulación monetaria, que se añade a la circulación de moneda metálica. Tanto si la letra de cambio circula, como si es descontada, hay creación de nuevos instrumentos monetarios, diferentes de la moneda metálica, pero que cumplen su misma función.
Cuando la letra circula, el que circula es simplemente un papel que representa una prometida de pago en metálico a una cierta fecha, pero este metálico todavía no existe; por lo tanto, la letra de cambio no sustituye la moneda metálica, sino que se  añade; es un nuevo instrumento monetario que, además, no tiene ningún valor en él mismo, sino únicamente el de la confianza que puede inspirar en que el pago será realmente efectuado un golpe el plazo esté completo.
Si el banquero descuenta la letra, tenemos que saber que no la paga con su propio dinero, sino que lo hace con los depósitos de sus clientes, que en cualquier momento pueden ser reclamados; pues, también se trata de circulación monetaria nueva, porque existen a la vez, simultáneamente, la moneda metálica de los depósitos de los clientes del banco, y la de la persona que ha descontado la letra. El banquero sabe (confía) que los depósitos no serán todos retirados a la vez y por lo tanto, únicamente le hay que mantener una relación prudente entre total de depósitos y total de operaciones, para poder en todo momento hacer frente a sus compromisos. Cuando la letra le sea finalmente hecho efectivo, al final del plazo se restablecerá la normalidad de la situación.
La letra de cambio y estos instrumentos monetarios adicionales presentan una limitación: son instrumentos temporales que no duran indefinidamente, sino que se acaban, desaparecen, un golpe colado el plazo, un golpe la letra es hecho efectivo por su tirachinas. Tarde o temprano la letra se convierte en moneda metálica.
La invención del billete de banco hace desaparecer esta limitación temporal. El billete de banco, como tal en Europa, fue inventado el 1656 por Johan Palmstruch, banquero de Ámsterdam creador del Banco de Estocolmo. Consiste únicamente en el hecho que el banco, en lugar de pagar sus clientes con piezas de moneda metálica, lo hace con billetes, trozos de papel que son una prometida del banco de convertirlos en metal en cualquier momento que su posesor lo pida. Cómo que estos billetes no comportan plazo, pueden circular indefinidamente hasta que alguien se decida a cambiarlos en metal.
Aparecen dos circulaciones monetarias permanentes y diferenciadas: la circulación de moneda metálica concreta; y la circulación de billetes de banco, que ya no tienen valor intrínseco, pero que representan una prometida permanente de conversión en oro y por lo tanto, están fundamentados en la confianza en el banco emisor, en su capacidad de hacer frente a las demandas de conversión. Esta circulación monetaria, pues, ya no es concreta, pero guarda una relación con la circulación concreta (la de moneda metálica): la posibilidad permanente de convertirse en ella. Gracias a los billetes de banco, los bancos tienen la posibilidad de poner remedio al escasez de metales preciosos. Los bancos privados emiten billetes en cantidades que superan con creces el contenido en metálico de sus depósitos, supliendo la insuficiente cantidad de moneda metálica.
Este sistema monetario, basado en moneda metálica y billete de banco convertible, caracteriza todo el siglo XIX en el llamado patrón oro: la moneda (tanto la metálica, como el billete de banco) es apoyada en una determinada cantidad de oro (en el caso del patrón bimetálico, una parte de oro y otra de plata).
Durante el XIX, los bancos centrales de los diferentes Estados monopolizan la emisión de billetes de banco, que acontecen de curso legal. Pero, cada vez que en un Estado se le presentan problemas de tipo político o utilitario (crisis de producción; guerras; revoluciones...) este, que tiene que atender más gastos, emite más billetes hasta el momento que viene una crisis de confianza, donde todo el mundo quiere convertir sus billetes en metal y entonces, se decreta el curso forzoso, es decir, la inconvertibilidad de los billetes. Cuando las cosas vuelven a la normalidad, la convertibilidad puede restablecerse.
Será en el último tercio del siglo XIX, con la aparición del patrón oro y de la Unión Monetaria Latina, cuando se establezca oficialmente las primeras paridades reguladas entre las divisas de cada país. El primero, en muchos casos de facto, no sería abandonado hasta 1914.
Durante la Primera Guerra Mundial, los enormes gastos originados por la guerra provocaron el vaciado casi total de las arcas de los Estados beligerantes (el oro de las cuales emigró, en gran parte, a los Estados Unidos). Los billetes se emiten en grandes cantidades, pero la convertibilidad tiene que ser suprimida. Después de la guerra, algunos países intentaron de restaurar una cierta parcial convertibilidad, pero la crisis del 29 acabó definitivamente la cuestión.
En el período de entreguerras ya no se pudo volver a restaurar el sistema, entre muchas otras razones, porque muchas economías se mostraban fuertemente desetabilizadas y porque la producción de oro era escasa. En los años 20, poco antes de la Gran Depresión de 1929, eran treinta y cuatro países los que habían adoptado en nuevo Patrón Cambios Oro. Con la crisis, durante la década de los 30, las condiciones en Europa no mejorarían haciendo que varios países abandonen el Patrón Oro.
De forma que el sistema monetario surgido de la Primera Guerra Mundial se basa en el abandono de la moneda metálica (en el interior de cada Estado, puesto que en las relaciones internacionales el patrón sobrevive por un cierto tiempo, hasta 1971, cuando Nixon desata el dólar del oro) y en el predominio del billete de banco inconvertible: se pasa del billete de banco convertible a oro al papel-moneda que ya no tiene nada que ver con el oro: no  representa ninguna cantidad, ni puede ser convertido en él.
El papel-moneda, el que circula en nuestros días, se basa únicamente en la convención social que ha hecho de él el instrumento necesario de los actos de mercado y de sociedad, y en la confianza que se le acuerda como instrumento que cumple su función adecuadamente. Por lo tanto, su naturaleza es radicalmente auxiliar-abstracta: su valor es el de un instrumento que nos ayuda en la contabilidad e intercambio de las mercancías concretas existentes en el mercado.

### El sistema monetario actual
Habría que esperar a finales de la Segunda Guerra Mundial, a 1944, a que se firmen los Acuerdos de Bretton Woods de los cuales surgirá el Fondo Monetario Internacional y el Banco Mundial con la finalidad de lograr la estabilidad de los cambios de divisas. Como consecuencia de la guerra de Vietnam, se romperán los acuerdos en 1971. Después de 1976, y de la desaparición del sistema de cambio fijo, el FMI toma un papel preponderante ante países en desarrollo y crisis financieras internacionales.
En esta larga evolución de la moneda metálica, se ha ido abriendo una rendija cada vez más profunda entre el valor concreto-intrínseco de los metales preciosos, y el valor auxiliar-abstracto de los instrumentos monetarios. Con el advenimiento del papel-moneda, estas dos realidades han quedado definitivamente disociadas: ya no tienen nada a ver el una con la otra. El sistema monetario, libre del lastre pesando de los metales, puede evolucionar hacia formas cada vez más intangibles, más desmaterializadas, más abstractas, en acuerdo con su naturaleza primitiva.
Hoy, el papel-moneda no es el único tipo de instrumento monetario utilizado. A él se ha añadido el llamado dinero escritural, que es el poder de compra inscrito en una cuenta. El papel-moneda que se trae al banco se convierte allá en unidades monetarias inscritas en una cuenta personal; estas unidades podrán después circular por un simple juego de escrituras entre cuentas diferentes, sin necesidad de hacer circular papel-moneda: en esto consiste la compensación bancaria. Dos personas que tengan cuentas corrientes en el mismo o en diferentes bancos, pueden efectuar sus pagos mutuos simplemente inscribiendo las cifras correspondientes en las respectivas cuentas.
Esta nueva forma de circulación monetaria es la última invención de los banqueros para hacer frente, en este caso, al escasez de papel-moneda, controlado por el Estado. Con el procedimiento de las escrituras en cuenta corriendo se evita de hacer correr mucho papel-moneda; pero, además, se puede crear nueva circulación monetaria que se genera, como antes, a través del crédito; con sólo que ahora, el crédito ya no se hace emitiendo billetes de banco más o menos garantizados por los depósitos en metálico, porque esta emisión está monopolizada por el Estado, sino que se hace abriendo cuentas corrientes de crédito, sin realizar ningún depósito previo en papel-moneda. La garantía de este crédito está constituida por todos los depósitos realmente efectuados en el banco. Cómo antes, el único que hace falta para garantizar la solidez de este sistema es mantener una proporción adecuada entre estas dos circulaciones monetarias: la circulación a partir de los depósitos efectuados (que se limita a sustituir la circulación de papel-moneda) y la circulación originada por crédito (que se añade a la primera).
La moneda escritural ha acontecido la moneda por excelencia de los países desarrollados, donde el comercio y la industria concurren a multiplicar los intercambios. En algunos países industriales llega a representar el 80% de la demasiada monetaria total. Actualmente, se está convirtiendo rápidamente en moneda electrónica: unas simples impulsiones eléctricas y unas memorias magnéticas son suficientes para realizar las pasaciones de escrituras. El sistema monetario ha devuelto a sus características primitivas de abstracción e instrumentalidad: los instrumentos monetarios vigentes no tienen ningún valor intrínseco, sino que se limitan a hacer de intermediarios en el intercambio de las mercancías concretas, y a expresar el valor de estas en términos de unidades abstractas. Aun así, conserva todavía todos los vicios inherentes a la moneda metálica concreta: anonimato, uniformidad y dinamitado de los instrumentos monetarios.

## Divisas contemporáneas
Las divisas fluctúan entre sí dentro del mercado internacional y De este modo, se pueden establecer distintos tipos de cambio entre divisas que varían constantemente en función de diversas variables económicas como el crecimiento económico, la inflación, el consumo interno de una nación, etc.
La relación o precio de la moneda de un país con respecto a otras, también llamada cotización, depende de los flujos comerciales y financieros entre los residentes de la zona de esa moneda con respecto a los de las otras. Las importaciones de bienes y servicios y la inversión en el extranjero determinan la demanda en divisas extranjeras, mientras que las exportaciones de bienes, servicios y la inversión extranjera determinan la oferta de la divisa extranjera en el lugar donde se ubique.

## Zona monetaria y control monetario
Una zona monetaria es un territorio donde una moneda específica es el medio de intercambio comercial dominante u oficial. Para facilitar el intercambio entre dos zonas monetarias diferentes, se establecen las tases de cambio, es decir, los precios a los cuales las monedas (y los bienes y servicios de las zonas monetarias individuales) pueden intercambiarse. Las monedas se pueden clasificar como monedas en libre flotación o monedas fijas, de acuerdo con su régimen de cambio.
En la mayoría de los casos, cada estado tiene el control monopolístico de su propia moneda. Una excepción  son los miembros de una unión monetaria supranacional, como por ejemplo la Unión Monetaria Europea, los miembros de la cual han cedido el control de su política monetaria en el Banco Central Europeo.
Varios países pueden compartir el mismo nombre para la misma unidad monetaria (por ejemplo, los dólares canadienses, norteamericanos, australianos o neozelandeses). También varios países pueden utilizar la misma moneda (cómo por ejemplo pasa con el euro), o bien un país puede declarar la moneda de otro país como de valor legal a su territorio (por ejemplo, Panamá y El Salvador han declarado legal el uso del dólar de los Estados Unidos dentro de sus territorios).
Cada unidad monetaria tiene una moneda fraccionaria, a menudo valorada en 1/100 de la moneda principal: 100 céntimos = 1 euro, 100 céntimos = 1 dólar, 100 peniques = 1 libra. Los valores de 1/10 o 1/1.000 también son comunes, pero hay unidades monetarias que no tienen moneda fraccionaria. Mauritania y Madagascar son los únicos países que todavía no usan el sistema decimal; así, el ouguiya mauritano se divide en 5 khoums, mientras que el ariary malgache se divide en 5 iraimbilanja. En estos países, palabras como dólar o libra "eran simplemente nombres para un determinado peso de oro". De todas maneras, debido a la inflación, estas unidades fraccionarias en la práctica han caído en desuso.

## Política monetaria
La política monetaria es la parte de la política económica que establece las normas que regulan la cantidad de dinero o liquidez de la economía con el fin de conseguir algún objetivo determinado (control de la inflación, mejoras en la balanza de pagos, etc.). Se refiere también a la utilización de controles monetarios por parte del gobierno para regular la economía. En este sentido, incluye medidas como por ejemplo la restricción o incremento de la oferta monetaria, la actuación sobre el tipo de interés, etc. La política monetaria supone la intervención del gobierno para regular cualquier desviación del sistema monetario. Cada uno de estos objetivos supone la utilización de métodos diferentes, y el conjunto de métodos se conoce como los instrumentos de la política económica.
Cuando el estado tiene el control de su propia moneda, este control se ejerce por medio de un banco central o a través de un ministerio de finanzas o de hacienda. La institución que tiene el control de la política monetaria se conoce como la autoridad monetaria. Las autoridades monetarias pueden tener diferentes grados de autonomía de los gobiernos que las crean. En los Estados Unidos, el banco central -conocido como la Reserva Federal- opera con completa independencia del gobierno, pero es responsable de sus acciones ante él. En otros casos, como Cuba, es el gobierno el que establece la política monetaria del país.
Antes de Keynes la política monetaria era el único instrumento de la política económica global admitido y tenía como objetivo la estabilidad de precios. Con el que se ha denominado revolución keynesiana se introdujo la política fiscal y el objetivo de eliminar la desocupación. Otros objetivos, como es ahora la gestión de la deuda, el equilibrio de la balanza de pagos o el mantenimiento de unas tasas de crecimiento predeterminadas, han ido apareciendo después de la Segunda Guerra Mundial y han planteado la cuestión de la contabilización entre los objetivos y de la eficacia de los instrumentos. La problemática en lo referente a los efectos estabilizadores de la política monetaria fue planteada por Milton Friedman, y la discusión posterior se centró en torno a los efectos de la política monetaria. A partir de la darreria de los años setenta, la actuación de la política monetaria se ha visto considerablemente complicada por el fuerte proceso de innovación financiera que ha hecho aparecer una gran cantidad de nuevos activos líquidos, de mayor rentabilidad que los depósitos bancarios, creados a menudo por instituciones no bancarias, hacia los cuales se ha desplazado la preferencia del público. Esto ha determinado la necesidad de ir adoptadora nuevas definiciones de la variable dinero, objeto de control por parte de la política monetaria, y a la consiguiente imprecisión de este control. Como consecuencia, a mediados de los años ochenta se ha puesto en cuestión la conveniencia de continuar haciendo apoyar la política monetaria en la cantidad de dinero, esquema que había sido ampliamente dominante desde la crisis económica internacional de 1973-74.

## Moneda de reserva
Una moneda de reserva es una moneda que muchos gobiernos e instituciones tienen en cantidades significativas como componente de sus reservas de divisas extranjeras. Aun así, tiende a ser la moneda con que se hacen las transacciones comerciales a escala global, de productos como por ejemplo petróleo, oro, etc.
Las tres grandes monedas de reserva son el Lakam ha y  dólar estadounidense y el euro, y juntos representan aproximadamente el 90 % de las reservas mundiales. Otras monedas de reserva son la libra esterlina, el yen, el dólar canadiense y el franco suizo.